# П'ятниця!
П'ятниця! (рос. Пятница!, літерально П'ятниця!) — російський федеральний розважальний телеканал, ефірна сітка побудована на показі розважальних програм власного виробництва, українських адаптацій та закордонних серіалів. Почав своє мовлення 1 червня 2013 року на частоті каналу MTV Росія.

## Мовлення
«П'ятниця!» входить до складу Другого мультиплексу цифрового телебачення Росії.
Охоплення ефірного та кабельного телемовлення — понад 729 міст Росії та СНД.
Супутникова трансляція ведеться з супутників:
- Eutelsat 36A / Eutelsat 36B (пакети НТВ-Плюс і Триколор ТВ сигнал кодований) (часовий пояс MSK)
- Ямал-402; Ямал 202 49° сх. д. (сигнал не кодований) (часовий пояс MSK)

## Телепередачі
Актуальні програми виділені жирним курсивом, архівні програми — звичайним.
| Програма                                   | Ведучі | Поточний статус                                           | Роки виходу в ефір                      |      |
| ------------------------------------------ | --- | --------------------------------------------------------- | --------------------------------------- | ---- |
| «Бєдняков+1»                               | Андрій Бєдняков (+1 зоряний друг) | Проєкт завершено                                          | 2017                                    |      |
| «Улюбленці»                                | | Проєкт завершено                                          | 2017                                    |      |
| «Хулігани»                                 | | Идут съемки 3 сезона                                      | 2017                                    |      |
| «На ножах. Готелі»                         | Дмитро Макаров | Проект завершен                                           | 2017                                    |      |
| "'«Рехаб»"'                                | Світлана Митрофанова Микола Воробйов Денис Семеніхін                                                                                   | Проект завершен                                           | 2017                                    |      |
| «Жаннадопоможи»                            | Жанна Бадоєва | Проект завершен                                           | 2017                                    |      |
| «Красуні»                                  | Олена Летюча | Проект завершен                                           | 2017                                    |      |
| «Школа Ревизорро»                          | Олена Летюча | Проект завершено                                          | 2017                                    |      |
| "'«Ревизорро. Діти»"'                      | Ірина Уханова | Проект завершения                                         | 2017                                    |      |
| «Підкори Москви»                           | | Проект завершения                                         | 2017                                    |      |
| «Ревізорро. Пілотні випуски»               | Ольга Митрофанова та Володимир Перельман Олексій Козырицкий та Наталія Ердман                                                          | Проект завершения                                         | 2017                                    |      |
| «Кондитер»                                 | Ренат Агзамов | Йдуть нові випуски 3 сезону щосереди о 19:00о             | 2017                                    |      |
| «Генеральне прибирання»                    | Настя Самбурська Юлія Минаковская | Проект завершения                                         | 2017                                    |      |
| «Таємний мільйонер»                        | | Другий сезон завершеноо                                   | 2017                                    |      |
| «Пекельна кухня»                           | Костянтин Івлєв Олена Летюча | Идут съемки 3 сезона                                      | 2017                                    |      |
| «Ранок П'ятниці»                           | Марія Івакова Валерія Дергилєва Аріна Скоромна                                                                                         | Идут повторные выпуски с понедельника по пятницу в 7:3030 | 2017                                    |      |
| «Інстаграмщиці»                            | | Проект завершено                                          | 2017                                    |      |
| «Екс на пляжі»                             | | Проект завершено                                          | 2016                                    |      |
| «Магаззино»                                | Олександр Молочко | Проект завершено                                          | 2015/2016 2016/2017                     |      |
| «Леся здеся»                               | Леся Нікітюк | Проект завершено                                          | 2016                                    |      |
| «Принада»                                  | Даня Маруся | Очікується показ нових випусків                           | 2016                                    |      |
| «На ножах»                                 | Костянтин Івлєв | Незабаром третій сезон (у серпні) Йдуть повтори           | 2016/2017                               |      |
| «Ревизорро»                                | Олена Летюча (1-3, 5 сезони) Ольга Романовська (4 сезон)                                                                               | Йдуть повтори                                             | 2014/2015 2015/2016                     |      |
| «Ревизорро-шоу»                            | Кирило Нагієв | Проект завершено                                          | 2016                                    |      |
| "'«Shit і меч»"'                           | | Проект призупинено                                        | 2017                                    |      |
| «Небезпечні гастролі»                      | Жанна Бадоєва Вова М'ясо | Проект завершено                                          | 2016                                    |      |
| «#ЖаннаПожени»                             | Жанна Бадоєва | Проект завершено                                          | 2015/2016 2016/2017                     |      |
| «Битва салонів»                            | Жанна Бадоєва (1-2 сезони); Тамара Саксина (з 3 сезону)                                                                                |                                                           | 2015/2016 2016/2017                     |      |
| «Пацанки. Повернення додому»               | | Проект завершено                                          | 2016                                    |      |
| "'Пацанки»"'                               | | Йде показ другого сезону                                  | 2016/2017                               |      |
| Українські «Пацанки»                       | | Проект завершено                                          | 2017                                    |      |
| «Битва ріелторів»                          | Олександр Пухов та Матильда | Проект завершено                                          | 2016                                    |      |
| «Робін Фуд»                                | Заріфа | Проект завершено                                          | 2016                                    |      |
| «Вірю — не вірю»                           | Андрій Бєдняков | Проект завершено                                          | 2015/2016                               |      |
| «Провідник»                                | Андрій Бєдняков | Проект завершений. Замінений на "Бідняків+1"              | 2016 2017                               |      |
| «Багач-бідняк»                             | Андрій Бєдняков | Проект завершено                                          | 2014                                    |      |
| «Орел і Решка»                             | Алан Бадоєв (1 сезон) Жанна Бадоєва (2-3 сезони) Андрій Бєдняков (2-7 сезони) Леся Нікітюк (4-5 сезони) Анастасія Коротка (6-7 сезони) | Проект завершено                                          | 2013/2014                               |      |
| «Орел і Решка. Кругосветка. Новий рік»     | | Проект завершено                                          | 2016/2017                               |      |
| «Орел і Решка. Спеціальний випуск»         | Жанна Бадоєва Антон Лаврентьєв | Проект завершено                                          | 2016                                    |      |
| «Орел і решка.Перезавантаження.Неизданное» | Антон Птушкін Анастасія Ивлеева | Проект завершено                                          | 2017                                    |      |
| «Орел і решка. Перезавантаження»           | Антон Птушкін Анастасія Ивлеева | Йде показ                                                 | 2017                                    |      |
| «Орел і Решка. Рай і пекло»                | Леся Нікітюк Регіна Тодоренко | Проект завершено                                          | 2017                                    |      |
| «Орел і Решка. Рай і пекло 2 сезон»        | Леся Нікітюк Регіна Тодоренко | Наталі Неведрова Регіна Тодоренко                         | Проект завершено                        | 2017 |
| «Орел і Решка. Рай і пекло. Невидане»      | Проект завершено | 2017                                                      |                                         |      |
| «Орел і Решка. Кругосветка. Невидане»      | Леся Нікітюк Регіна Тодоренко Петро Романів                                                                                            | Проект завершено                                          | 2016                                    |      |
| «Орел і Решка. Кругосветка»                | Леся Нікітюк (1-24 випуски) Регіна Тодоренко (1-40 випуски) Петро Романов (25-40 випуски)                                              | Проект завершено                                          | 2016                                    |      |
| «Орел і Решка. Невидане»                   | Алан Бадоєв Жанна Бадоєва Андрій Бідняків Леся Нікітюк Анастасія Коротка Коля Серга Регіна Тодоренко Євген Синельников                 | Проект завершено                                          | 2014                                    |      |
| «Орел і Решка. Ювілейний сезон»            | Алан Бадоєв Жанна Бадоєва Андрій Бідняків Леся Нікітюк Анастасія Коротка Коля Серга Регіна Тодоренко Євген Синельников                 | Проект завершено                                          | 2015                                    |      |
| «Орел і Решка. Ювілейний. Невидане»        | Алан Бадоєв Жанна Бадоєва Андрій Бідняків Леся Нікітюк Анастасія Коротка Коля Серга Регіна Тодоренко Євген Синельников                 | Проект завершено                                          | 2015                                    |      |
| «Орел і Решка. Незвідана Європа»           | Регіна Тодоренко Євген Синельников | Проект завершено                                          | 2014                                    |      |
| «Орел і Решка. На краю світу»              | Коля Серга Регіна Тодоренко | Проект завершено                                          | 2014                                    |      |
| «Орел і Решка. Шопінг»                     | Костя Жовтневий Марія Івакова Антон Лаврентьєв Єгор Калейников                                                                         | Проект завершено                                          | 2013/2014 2014/2015 2015/2016 2016/2017 |      |
| «Орел і Решка. Шопінг. Неизданное»         | Марія Івакова Антон Лаврентьєв Єгор Калейников                                                                                         | Проект завершено                                          | 2015                                    |      |
| «Панночка-Селянка»                         | | Проект завершено                                          | 2015/2016 2016/2017                     |      |
| «Сверх'природні»                           | Ліор Сушард Анжела Боскис | Проект завершено                                          | 2015/2016                               |      |
| «Битва ресторанів»                         | Ксенія Собчак | Проект завершено                                          | 2015                                    |      |
| «Їжа, я люблю тебе!»                       | Едуард Мацаберидзе Микола Камка Володимир Дантес                                                                                       | Шостий сезон щосуботи о 12:00                             | 2014/2015 2015/2016 2016/2017           |      |
| «Аферисти в мережах»                       | Олена-Крістіна Лебідь | Йдуть зйомки третього сезону                              | 2015/2017                               |      |
| «П'ятниця! News»                           | Артем Корольов Ольга Роєва "Антон Комолов (колишній ведучий)" "Валентина Мазунина (колишня ведуча)"                                    | Йдуть прем'єрні випуски З понеділка по п'ятницю           | 2013/2017                               |      |
| «Таємниці курортного готелю»               | | Проект завершено                                          | 2014                                    |      |
| «Моду народу»                              | Данило Грачов | Проект завершено                                          | 2014                                    |      |
| «Crazy Russia, або Весела Джигурда»        | Микита Джигурда | Проект завершено                                          | 2014                                    |      |
| «Операція»                                 | Ксенія Собчак | Проект завершений, можливо продовження                    | 2013/2014 2014/2015                     |      |
| «Секретні матеріали шоу-бізнесу»           | | Проект завершено                                          | 2013                                    |      |
| «Пародайс»                                 | Микита Дювбанов (Нік OldSchool) | Проект завершено                                          | 2013/2014                               |      |
| «Велика валіза»                            | Руслан Фаршатов | Проект завершено                                          | 2015/2016                               |      |
| «Шафа»                                     | Світлана Пермякова | Проект завершено                                          | 2013/2014                               |      |
| «У пошуках раю»                            | Вероніка Істоміна Ігор Лантратов | Вийшов лише 1 випуск Проект завершено                     | 2015/2016                               |      |
| «Світ навиворіт»                           | Дмитро Комаров | Проект завершено                                          | 2015/2016                               |      |
| «Гонщики. Зоряна битва»                    | Вікторія Глібова Роман Русинов | Проект завершено                                          | 2016                                    |      |
| «Олігарх-ТВ»                               | Березня Носова Ликера Ілляшенко | Проект завершено                                          | 2015/2016                               |      |
| «Гэлоу, Раша»                              | Патрік Сьюэл Анна-Джулія Скруфари Хэджес                                                                                               | Проект завершено                                          | 2015/2016                               |      |
| "'«Школа доктора Комаровського»"'          | Євген Комаровський | Йдуть повтори                                             | 2013/2016                               |      |
| «Вулична магія»                            | | Проект завершено                                          | 2014/2015                               |      |
| «Живі»                                     | | Проект завершено                                          | 2014/2015                               |      |
| «Люди П'ятниці»                            | | Проект завершено                                          | 2014/2015                               |      |
| «Здрастуйте, я ваша П'ятниця!»             | Андрій Бєдняков Євген Рыбов | Проект завершено                                          | 2013/2014                               |      |
| «Побачення з зіркою»                       | Андрій Бєдняков Анастасія Коротка | Проект завершено                                          | 2013/2014                               |      |
| «Блокбастери»                              | Андрій Бєдняков Анастасія Коротка | Проект завершено                                          | 2014                                    |      |
| «Як фішка ляже»                            | Андрій Бєдняков Анастасія Коротка | Вийшов лише 1 випуск Проект завершено                     | 2014                                    |      |
| «Твою маму!»                               | | Проект завершено                                          | 2013                                    |      |
| «Добрий вечір, тварини!»                   | Максим Аверін | Проект завершено                                          | 2013/2014                               |      |
| «Радіо SEX»                                | Павло Дроздов Ігор Коваленко Денис Бузін Катерина Бурылева Альона Созинова Христина Звєрєва                                            | Проект завершено                                          | 2013                                    |      |
| «Радіо П'ятниця»                           | | Проект завершено                                          | 2014                                    |      |
| «Справжні»                                 | | Проект завершено                                          | 2013                                    |      |
| «Американський наречений»                  | Катя Жаркова | Проект завершено                                          | 2013                                    |      |
| «Канікули у Мексиці»                       | Жанна Фріске(†) (1 сезон) Олена Водонаєва (2 сезон) Вікторія Боня (2 сезон new)                                                        | Проект завершено                                          | 2011/2012                               |      |